# Pfarrkirche Frastanz

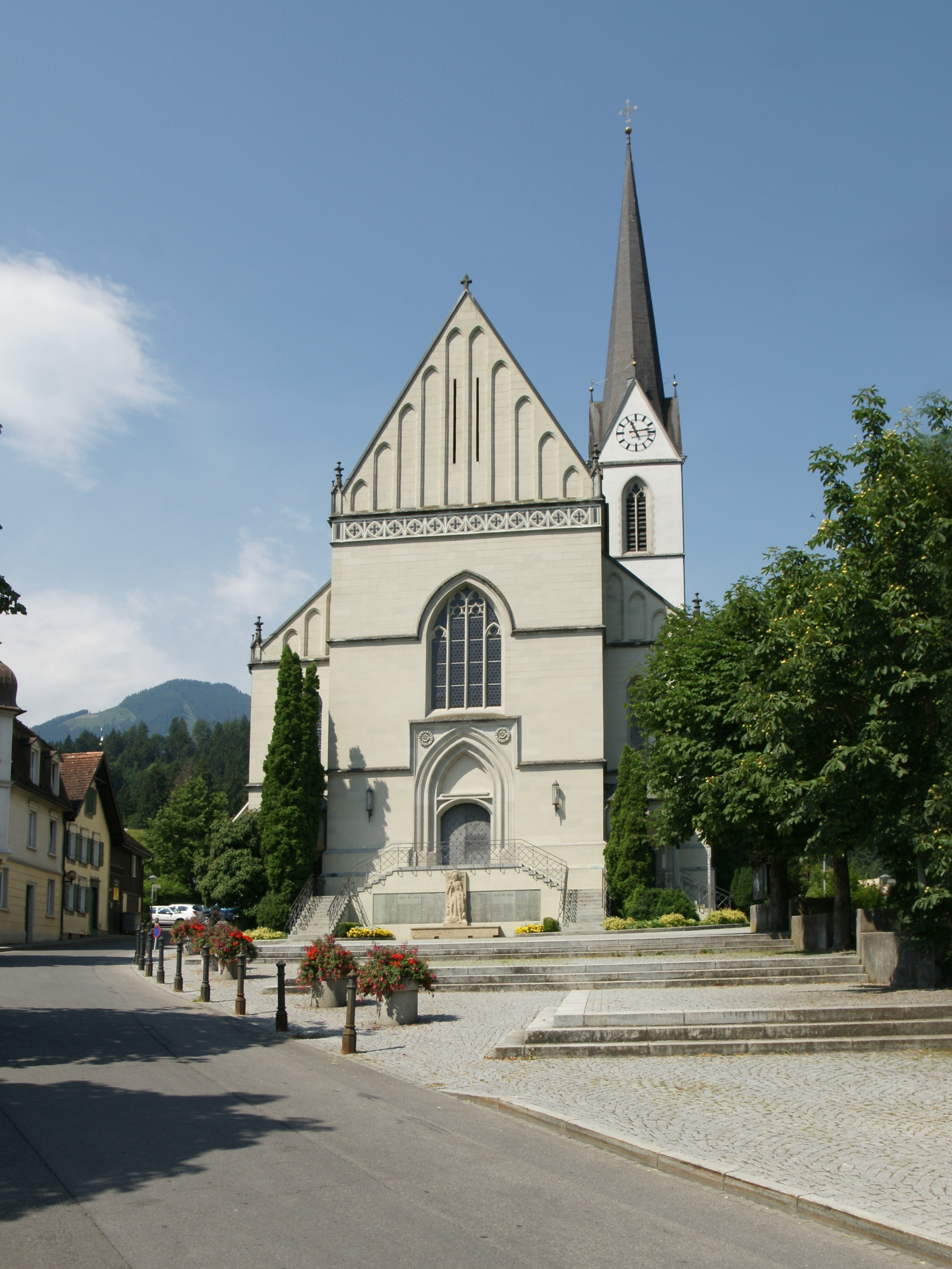
Kath. Pfarrkirche hl. Sulpitius in Frastanz

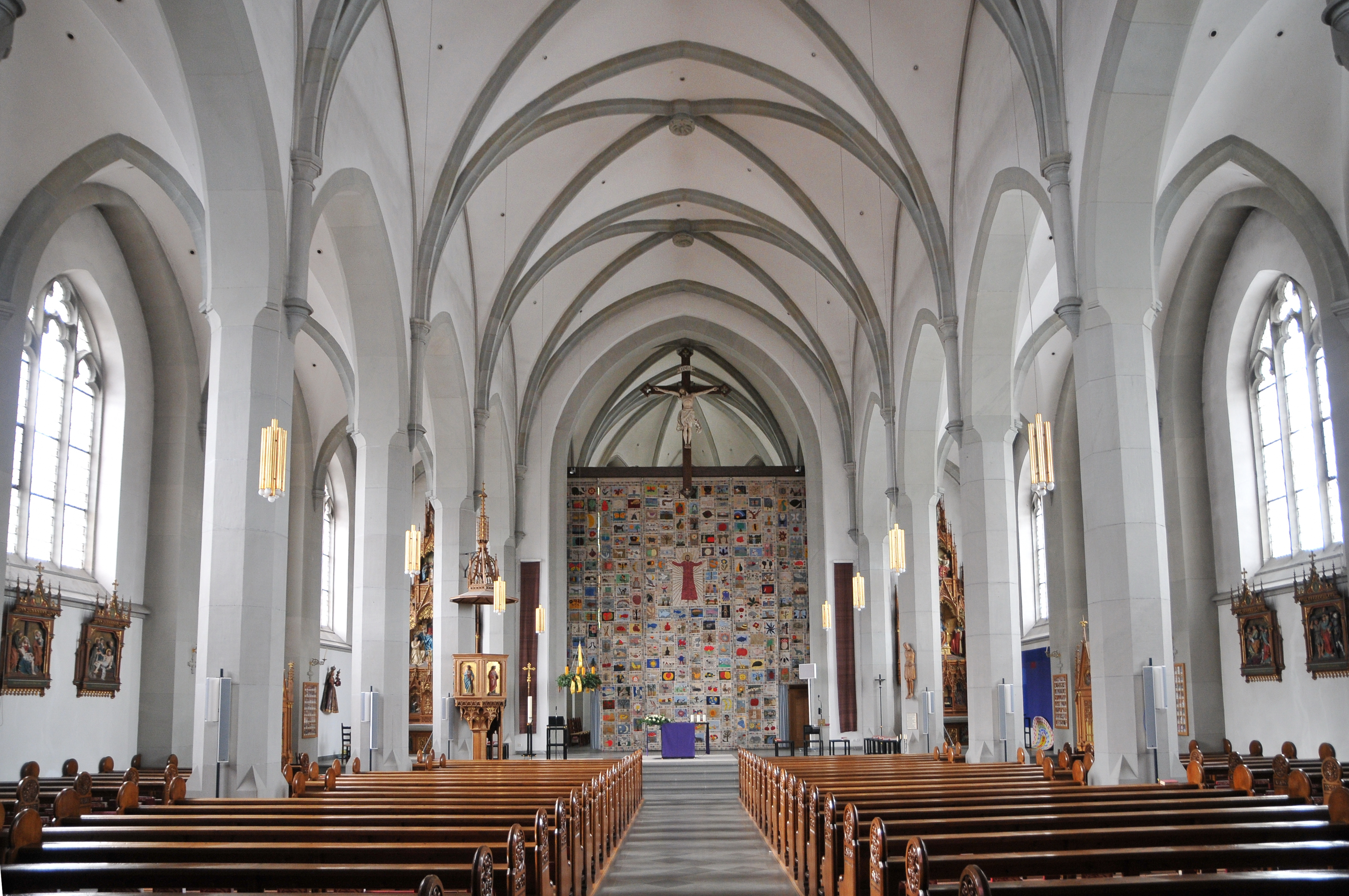
Innenansicht (Der Chor ist mit einem Fastentuch verhüllt)

Die römisch-katholische Pfarrkirche Frastanz steht in der Gemeinde Frastanz im Bezirk Feldkirch in Vorarlberg. Sie ist dem heiligen Sulpitius geweiht und gehört zum Dekanat Feldkirch in der Diözese Feldkirch. Das Bauwerk steht unter Denkmalschutz.

## Geschichte
Im Jahre 1413 wird eine Altarweihe in Frastanz urkundlich genannt. Um 1480 war ein Kirchenneubau, welcher 1481 geweiht wurde. 1680 bestand eine barocke Kirche. Durch Zuwanderung stieg die Zahl der Katholiken in Frastanz stark. Infolge der Industrialisierung waren dann auch die Mittel und Gelder zum ab 1885 erfolgtem Bau der repräsentativen Kirche, die umgangssprachlich auch Walgauer Dom genannt wird, vorhanden. Im Jahre 1903 wurde die Kirche mit dem Pfarrgebiet vom Dekanat Bludenz-Sonnenberg an das Dekanat Feldkirch abgegeben.

## Architektur
Kirchenäußeres
Das westorientierte neugotische basilikale Langhaus mit niedrigerem eingezogenen Chor und einem 72 m hohem Nordturm wurde im Jahre 1885 auf einer Höhe im Süden der Dorfmitte nach den Plänen des Architekten Friedrich von Schmidt errichtet und im Jahre 1888 auf den Heiligen Sulpitius geweiht.
Das Langhaus mit umlaufendem Kaffgesims unter einem steilen Satteldach hat anliegende niedrigere Seitenschiffe unter Pultdächern, wie auch der Chor unter einem Satteldach, jeweils mit Spitzbogenfenstern. Südlich des Chores ist eine Sakristei unter einem Pultdach. Die viergeschoßige Giebelfassade im Osten hat ein vorgebautes Mittelschiff mit einer vorgelagerten zweiarmigen Freitreppe zum Spitzbogenportal.
Dem Vorplatz der Kirche zugewandt steht an der Ostfassade zwischen dem zweiarmigen Treppenaufgang das Kriegerdenkmal mit einer Steinfigur des hl. Michael von Albert Bechtold aus 1935.
Kircheninneres
Zwei Reihen achteckiger Pfeiler mit neugotisch-spitzbogigen Arkaden tragen die Gewölbe und unterteilen das Langhaus in drei Schiffe. Das Mittelschiff ist durch ein Kreuzrippengewölbe mit Rippen und reliefverzierten Schlusssteinen aus Sandstein gegenüber den niedrigeren Seitenschiffen mit einfacheren Kreuzgratgewölben hervorgehoben.

## Ausstattung
Die Kirche verfügt über eine stilistisch einheitliche neugotische Ausstattung, die im Lauf von 30 Jahren nach dem Bau angeschafft wurde. Der Hochaltar mit dem Thema Schmerzhafter Rosenkranz hat einen neugotischen Aufbau und Figuren vom Bildhauer Fidelis Rudhart aus 1900. Der linke Seitenaltar mit dem Thema Freudenreicher Rosenkranz aus 1911 und der rechte Seitenaltar mit dem Thema Glorreicher Rosenkranz aus 1915, wie auch die Kanzel, der Taufstein und drei Beichtstühle sind ebenfalls von Rudhart. Das Chorgestühl ist vom Tischler Josef Tiefenthaler. Eine Pietà aus 1895 ist vom Bildhauer Dominikus Trenkwalder aus Innsbruck. Die Kreuzwegstationsreliefs schuf 1901 August Valentin.
Die Glasgemälde im Chor aus 1890 sind von der Tiroler Glasmalereianstalt in Innsbruck. Im Langhaus ist die Glasmalerei von Martin Häusle aus 1965.
Die große Ostempore ist seit langem leer, stattdessen steht eine Metzler-Orgel aus dem Jahr 1986 mit 24 Registern auf zwei Manualen und Pedal mit dem Prospekt parallel zur Längsachse der Kirche an der Nordwand des Chorraums. Die Spiel- und Registertrakturen sind mechanisch.
Es gibt eine Glocke von Lazarus Berger aus 1512. 